# Derince
Derince est une ville de Turquie qui comptait 118 130 habitants en 2008.